# Pilumnus (crabe)
Pour l’article homonyme, voir Pilumnus.
Genre
Pilumnus est un genre de crabes de la famille des Pilumnidae.

## Liste d'espèces
Selon ITIS (8 mars 2021) :
- Pilumnus acutifrons M. J. Rathbun, 1906
- Pilumnus agassizi
- Pilumnus alcocki Borradaile, 1902
- Pilumnus caribaeus Desbonne and Schramm, 1867
- Pilumnus dasypodus Kingsley, 1879
- Pilumnus floridanus Stimpson, 1871
- Pilumnus gemmatus Stimpson, 1860
- Pilumnus gracilipes A. Milne-Edwards, 1880
- Pilumnus hirtellus (Linnaeus, 1761)
- Pilumnus holosericus M. J. Rathbun, 1898
- Pilumnus lacteus Stimpson, 1871
- Pilumnus longicornis Hilgendorf, 1878
- Pilumnus longleyi M. J. Rathbun, 1930
- Pilumnus marshi M. J. Rathbun, 1901
- Pilumnus nudimanus M. J. Rathbun, 1901
- Pilumnus nuttingi M. J. Rathbun, 1906
- Pilumnus oahuensis Edmondson, 1931
- Pilumnus pannosus M. J. Rathbun, 1896
- Pilumnus sayi M. J. Rathbun, 1897
- Pilumnus spinifer
- Pilumnus spinohirsutus (Lockington, 1876)
- Pilumnus spinosissimus M. J. Rathbun, 1898
- Pilumnus taeniola M. J. Rathbun, 1906
- Pilumnus vespertilio (J. C. Fabricus, 1793)